# Harald Andersson (1907–1986)
Nils Harald Andersson, född 7 februari 1907 i Östersunds församling, Jämtlands län, död 25 oktober 1986 i Brunneby församling, Östergötlands län, var en svensk präst.

## Biografi
Harald Andersson föddes 1907 i Östersund. Han var son till kyrkoherden Carl Victor Andersson och Nina Nordlin. Andersson avlade 1925 studentexamen i Eksjö, avlade 1926 teologisk-filosofisk examen, teologie kandidatexamen och praktisk teologisk examen. Han prästvigdes 1930 för Linköpings stift och blev pastorsadjunkt och vikarierande komminister i Örberga församling, Eksjö församling, Västra Ryds församling, Vimmerby församling och Östra Eds församling. Andersson blev 1931 komminister i Rappestads församling. Han blev 1948 kyrkoherde i Kristbergs församling och 1956 kontraktsprost i Gullbergs och Bobergs kontrakt. Andersson avled 1986 i Brunneby.
Andersson var ordförande i kyrkostämman och skolstyrelsen, samt barnavårdsnämnden i Vikingstad. Han var sekreterare och kassaförvaltare i Valkebokretsen av Röda korset.

### Familj
Andersson gifte sig 1934 med Dagmar Linder. De fick tillsammans barnen Nils-Axel Andersson (född 1935) och Kersin Andersson (född 1939).